# Syntomium keenianum
Syntomium keenianum är en skalbaggsart som först beskrevs av Thomas Casey 1904.  Syntomium keenianum ingår i släktet Syntomium och familjen kortvingar. Inga underarter finns listade i Catalogue of Life.